# Begunje pri Cerknici
Begunje pri Cerknici – wieś w Słowenii, w gminie Cerknica. W 2018 roku liczyła 727 mieszkańców.